# 김정길 (1935년)
김정길(1935년 10월 20일~)은 대한민국의 정치인이다. 제13대 국회의원을 지냈다.

## 역대 선거 결과
|  | 34.0% |

|  | 35.27% |

|  | 27.98% |

|  | 33.86% |